# Constitution finlandaise de 2000
Pour les articles homonymes, voir constitution de la Finlande.
Lire en ligne

Finlex.fi :  Texte officiel et consolidé de la Constitution (fi), (sv) ; (fr) traduction non officielle (datant de 1999 ?) 
---
Université de Perpignan : traduction datant de 2007

Constitution finlandaise de 1919
La Constitution finlandaise de 2000 (finnois : Suomen perustuslaki ou suédois : Finlands grundlag) est la source suprême du droit national de Finlande. Elle définit la base, la structure et l'organisation du gouvernement, la relation entre les différents organes constitutionnels et expose les droits fondamentaux des citoyens finlandais. L'acte constitutif original date de 1919, peu après la déclaration d'indépendance finlandaise de 1917 ; l'actuelle Constitution est entrée en vigueur le 1er mars 2000.

## Structure
Les chapitres de la constitution sont:
- Chapitre I - Fondements du régime étatique
- Chapitre II - Droits fondamentaux
- Chapitre III - Le Parlement et les députés
- Chapitre IV - Activités du Parlement
- Chapitre V - Le Président de la République et le gouvernement
- Chapitre VI - Législation
- Chapitre VII - Finances de l'État
- Chapitre VIII - Relations internationales
- Chapitre IX - Fonction judiciaire
- Chapitre X - Contrôle de la légalité
- Chapitre XI - Administration et autonomie
- Chapitre XII - Défense nationale
- Chapitre XIII - Dispositions finales

## Compléments